# José Vittorio Tommasí
José Vittorio Tommasí (* 30. Juli 1930 in Olavarría, Provinz Buenos Aires; † 16. September 1998 in Nueve de Julio) war ein argentinischer Geistlicher und römisch-katholischer Bischof von Nueve de Julio.

## Leben
José Vittorio Tommasí nach dem Studium der Katholischen Theologie und Philosophie empfing am 20. November 1955 das Sakrament der Priesterweihe.
Am 19. November 1984 ernannte ihn Papst Johannes Paul II. zum Titularbischof von Equizetum und bestellte ihn zum Weihbischof in Bahía Blanca. Der Erzbischof von Bahía Blanca, Jorge Mayer, spendete ihm am 21. Dezember desselben Jahres die Bischofsweihe; Mitkonsekratoren waren der Bischof von Azul, Emilio Bianchi di Cárcano, und der emeritierte Erzbischof von Salta, Carlos Mariano Pérez Eslava SDB.
Am 28. August 1991 ernannte ihn Papst Johannes Paul II. zum Bischof von Nueve de Julio. Die Amtseinführung erfolgte am 18. Oktober desselben Jahres.